# Juillé (Sarthe)
Juillé è un comune francese di 472 abitanti situato nel dipartimento della Sarthe nella regione dei Paesi della Loira.

## Società

### Evoluzione demografica
Abitanti censiti